# 中华人民共和国政治体制
中华人民共和国政治体制简称政体，是中华人民共和国国家政权的组织形式，即中华人民共和国政府的组织结构和管理体制。根据中华人民共和国宪法，中华人民共和国的政体是人民代表大会制度。

中华人民共和国的一切权力属于人民。人民行使国家权力的机关是全国人民代表大会和地方各级人民代表大会。

人民依照法律规定，通过各种途径和形式，管理国家事务，管理经济和文化事业，管理社会事务。——中华人民共和国宪法 (1982年) 第二条
但实际上，在中国政坛，中共党委、政府处于权力“一线”，人大、政协为“二线”。很多正省部级官员在卸任党政职务“退居二线”时，都会到人大或是政协任职，被形容为“政治花瓶”现象。

## 发展历程
1949年9月，中国人民政治协商会议第一届全体会议通过了具有临时宪法性质的《中国人民政治协商会议共同纲领》。第十三条规定：
在普选的全国人民代表大会召开以前，由中国人民政治协商会议的全体会议执行全国人民代表大会的职权，制定中华人民共和国中央人民政府组织法，选举中华人民共和国中央人民政府委员会，并付之以行使国家权力的职权。
1980年8月18日，中国共产党中央委员会副主席邓小平提出要进行政治体制改革，建议废除干部领导职务终身制，提倡民主集中制，并向全国人民代表大会提出全面修宪建议，强调：
1. 宪法应当保证人民享有充分的公民权利，真正享有管理国家各级组织和各项企业事业的权力；
2. 各少数民族聚居的地方实行民族区域自治，改善人民代表大会制度；
3. 要体现不允许权力过分集中的原则；
4. 要明确哪些问题应当由集体讨论和决定，决定时，要严格实行少数服从多数，一人一票，每个书记只有一票的权利，不能由第一书记说了算。

1986年6月28日，中共中央顾问委员会主任邓小平在中共中央政治局常委会上说：“政治体制改革同经济体制改革应该相互依赖、相互配合。只搞经济体制改革，不搞政治体制改革，经济体制改革也搞不通，因为首先遇到人的障碍。事情要人来做，你提倡放权，他那里收权，你有什么办法？ 从这个角度来讲，我们所有的改革最终能不能成功， 还是决定于政治体制的改革”。8月18日，时任中共中央总书记胡耀邦在一次采访中提到，“我们说的政治体制改革是指领导体制的改革，不是指政治制度。”

1986年9月，“中央政治体制改革研讨小组”成立，成员包括赵紫阳（时任国务院总理）、胡启立、田纪云、薄一波、彭冲。9月3日，邓小平在会见日本公明党委员长竹入义胜时说：“我们提出改革时，就包括政治体制改革”。但他的政治改革出发点是，在中国共产党一党专政的前提下，实行党政分开、提高行政效率、革除官僚主义弊端、推动经济制度进一步改革等，并要求不能照抄西方的宪政制度。邓强调：
要使行政机构能够有效地工作，不能过多干扰行政机构的工作。决定了就办，这是我们的优势，这个优势不能丢。不能放弃专政，不能迁就要求民主化的情绪。我们要搞一个什么样的体制？要搞一个增强行政效能的体制，机构要精简。......民主还是个手段，讲民主必须要和法制联系起来讲，把法制搞起来，才能有稳定的社会环境。我们的行政机构应该很有效能。
1987年10月，中国共产党第十三次全国代表大会在北京召开，中共中央代总书记赵紫阳作了题为《沿着有中国特色的社会主义道路前进》的报告，报告的第五部分详细论述了政治体制改革，将邓小平1980年的“8.18讲话”作为改革的指导性文件，阐述了许多符合宪政主义的内容，其中包括进一步实行党政分开、权力下放、提倡法治和监督、完善选举制度等等。十三大还首次实行了差额选举，赵紫阳正式当选为中共中央总书记、鲍彤当选为中共中央委员，不久后鲍彤又被任命为中央政治局常委政治秘书。同年年底，中共中央政治体制改革研究室成立。
1989年，随着六四事件的爆发，赵紫阳等改革派被免职，政治体制改革陷入停滞。
2005年，中共中央转发了《全国人大常委会党组关于进一步发挥全国人大代表作用，加强全国人大常委会制度建设的若干意见》。人大、政协正在逐步改变以往被视作“二线”的现象。各级人大代表针对政府工作报告，对其提出质疑与批评意见的情况在全国各地广泛出现。
2018年，中国共产党第十九届中央委员会推行深化党和国家机构改革，有学者认为机构改革被视为是习近平主导下的中国政治结束党政分开，回归改革开放前“党政合一”的体制。作为最高国家行政机关的国务院权力被削弱，进一步加强中国共产党对政府的领导。